# Matjaž Fistravec
Matjaž Fistravec, slovenski filmski režiser in producent, alpinist in kajakaš, * 6. junij 1958, Maribor.

## Življenje in delo
Po diplomi iz gradbeništva na mariborski VTŠ se je leta 1985 zaposlil na RTV Ljubljana kot TV snemalec. Leta 1988 je prestopil v svobodni filmski poklic. Deloval je kot celostni filmski in TV avtor: scenarist, režiser, snemalec, DOP in producent. Leta 1989 je ustanovil neodvisno produkcijsko hišo studio ALP, ki pod vodstvom sina Andraža posluje še danes. Začetna leta svojega ustvarjanja je posvetil avtorski poetiki in filozofiji vrhunskih uspehov slovenskega plezanja, alpinizma in himalajizma. Podpisan je pod največkrat nagrajen slovenski dokumentarni film svojega časa Brez – Without; o vzponu Mirka Lebarja,invalida brez nog, na Mont Blanc in eno večjih distribucij slovenskega dokumentarnega filma Tunel Upanja  –  Tunnel of Hope na televiziji Al Jazzera, ki govori o vojnem tunelu pod letališčem v obleganem Sarajevu.

### Družina
Njegov oče, gradbenik Lojze Fistravec, je pomagal graditi Dravske Elektrarne, mama Marta Fistravec pa je bila predstavnica prve povojne šolane generacije medicinskih sester. Njegov brat je sociolog in politik Andrej Fištravec. Ima tri sinove in hčer.

## Filmografija[8]
- 1985 / 86 Cerro Torre – peklenska gora,  26 min., dok. film 16 mm -  s pomočjo mentorja Jožeta Pogačnika[9]
- 1986 / 87 Desetka, 20 min., dok. film 16 mm
- 1987 Senca opoldne, 25 min. dok. film 16 mm[10]
- 1988 Magic Line, 26 min. dok film 16 mm
- 1998 Od ocena do strehe sveta, 30 min. dok. film 16 mm
- 1989 / 90 Slovenski steber, 22 min. dok. film 16 mm
- 1989 / 90 Tibetanske impresije 26 min. dok. film 16 mm
- 1990/ 91 Poslanstvo, 30 min,  dok film, video[11]
- 1990/ 91 Nepal, dok. TV serija 5 X 6 min. video
- 1991 / 92 Tomo Česen predstavlja, dok. TV serija 17 X 20 min video[12]
- 1993 Stara mesta, dok. Tv serija 4 X 12 min. video
- 1994 / 95 Brez, 28 min. video
- 1996 / 97 Steber,  68 min, igrani film. video, režiser in koscenarist in snemalec v skali[13]
- 1998 Tretji zemeljski pol, 90 min.  igrano – dok.  film, video[14]
- 1999 Triglavski narodni park, 30 min . dok. film, video
- 1999 Zadnji utrip, 50. min. dok. film, režiser, video
- 2000 Varna kri, dok film, 30 min.  režiser, video
- 2000 Šest minut in koliko?  50 min. igrano - dok. film  video,
- 2000 Jabolko, 50 min.  igrano – dok film.  video
- 2000 Zapuščena zemlja, 50 min. dok. film. Video
- 2001 Maribor, igrano – dok. film  25 min. video
- 2001 Slovenija na belanci – dok. TV serija 10 X 30 min.  režiser in DOP, video
- 2003 Pohorje – ali bo še kaj ostalo ?  50 min. dok film, video[15]
- 2003 Bela magistrala, 50 min, dok film. režiser, DOP, video
- 2003 Alpska jezera, 50 min. dok. film,  video
- 2003 No fiesta Pablo, 25 min, dok film,  koscenarist in režiser, video
- 2004 Poklic Arne, 50 min. dok. film. koscenarist, kosnemalec in režiser, video
- 2004 Radovna, 50 min. dok film, režiser in DOP, video
- 2004 Poklici v gorah, 30 min. dok. film. režiser in DOP, video
- 2004 Zadnji tovor – zgodbe iz čebelnjaka, 50 min. dok film. snemalec in režiser, video
- 2006 Tunel upanja, 50 min. igrano - dok. film, scenarist, režiser, digital[16]
- 2007 Tarok zgodovina , 50 min. igrano- dok film , režiser, video
- 2008 Trst – Tirana, 50 min. dok. film, digital
- 2012 Žarnica pa še kar sveti, 22 min.  dok film. digital[17]
- 2012 Zvoki mesta M.,  50 min. dok. film. scenarist in režiser, digital
- 2014 Nekoč je bil ledenik, 50 min, dok. film. digital

## Nagrade
- Bloudkova nagrada kot član alpinistične odprave v Vzhodni steni Cerro Torre 1986
- Nagrada MOK Jaques Rogge za obsežno delo pri promociji športa v medijih 2009

### Cierro Torre
- Nagrada Premio Bello – Mednarodni festival gorniškega filma Trento, Italija, 1986
- Nagrada žirije, Mednarodni festival o gorah Antibes Juan- Les- Pins, Francija, 1986

### Brez
- Zlata Krogla – Mednarodni festival športnih TV programov Portorož, Slovenija, 1995
- Zlata gorniška kamera – Mednarodni festival gorniškega filma, Gradec, Avstrija, 1995
- Diploma metod Badjura – Festival slovenskega filma Portorož, Slovenija, 1995
- Nagrada Agiscuolla – Mednarodni festival športnih filmov Torino, Italija, 1995
- Nagrada MOK in Nagrada občinstva – Mednarodni festival gorniškega filma Poprad, Slovaška republika 1996
- Nagrada mesta in Nagrada občinstva – Mednarodnii gorniški festival Teplice nad Metuji, Češka republika, 1996
- Nagrada I.B.S.A  – Medn. festival športnih filmov Ciudad de Jacca – Španija, 1996
- Najboljši gorniški film in Nagrada občinstva – Mednarodni gorniški festival
- Telluride, ZDA 1996
- viktor strokovne žirije za posebne dosežke – Ljubljana, Slovenija, 1995
- Grand prix – Mednarodni festival gorniškega filma Dresden, Nemčija, 1996
- Najboljši gorniški film – Mednarodni festival gorniškega filma Vancouver, Kanada, 1997
- Najboljši film Zemlja – Medn. festival avanturistričnih in adrenaliskih filmov Praga, 2002

### Šet minut in koliko?
- Srebrna Krogla – Mednarodni festival športnih TV programov Portorož, Slovenija, 2000

### Pohorje ali bo še kaj ostalo?
- Nagrada Gong ustvarjalnosti za najboljše dokumentarno delo, 2004

### Zadnji tovor – Zgodbe iz čebelnjaka
- Posebna nagrada žirije, Mednarodni festival gorniškega filma Ljubljana 2007

### Poklic Arne
- Nagrada RTV Jožeta Babiča za najboljšo fotografijo v filmu za leto 2006 (v tandemu z Valentinom Perkom) – leta 2021 jo je vrnil v znak protesta pri kršenju avtorskih in producentskih pravic v več njegovih filmih s strani RTV Slovenija.[navedi vir]